# Andreapol
Andreapol (russisch Андреа́поль) ist eine Kleinstadt in der Oblast Twer (Russland) mit 8286 Einwohnern (Stand 14. Oktober 2010).

## Geografie
Die Stadt liegt in den Ausläufern der Waldaihöhen etwa 280 Kilometer westlich der Oblasthauptstadt Twer am Oberlauf der Düna.
Andreapol ist Verwaltungszentrum des gleichnamigen Rajons.
Die Stadt liegt an der 1907 eröffneten Eisenbahnstrecke Bologoje – Welikije Luki (– belarussische Grenze) am Streckenkilometer 190.

## Geschichte
Seit dem 17. Jahrhundert war an Stelle der heutigen Stadt das Dorf Matschichino am linken und seit 1489 das Dorf Dubna am rechten Ufer der Düna bekannt.
Matschichino wurde 1783 in Andrejano Pole (bedeutet etwa Andreis Feld) umbenannt. Die Namensform änderte sich mehrfach über Andrejewo Pole, Andrejapol (1859) und Andriapol. Das -pol im Ortsnamen ist also – im Gegensatz zu Sewastopol und anderen Städten an der Schwarzmeerküste (heute Ukraine) – nicht griechischen Ursprungs.
1907 entstand schließlich die Eisenbahnstation mit dem heutigen Namen. Die Stationssiedlung wuchs mit dem alten Dorf zusammen, und 1928 wurde das Nachbardorf Dubna eingemeindet.
1967 wurde das Stadtrecht verliehen.

### Bevölkerungsentwicklung
| Jahr | Einwohner |
| ---- | --------- |
| 1939 | 3845      |
| 1959 | 8392      |
| 1970 | 9075      |
| 1979 | 9317      |
| 1989 | 9610      |
| 2002 | 9317      |
| 2010 | 8286      |

Anmerkung: Volkszählungsdaten

## Kultur und Sehenswürdigkeiten
Die Stadt besitzt ein Heimatmuseum.

## Wirtschaft
In Andreapol gibt es Betriebe der Holz- und Baumaterialienwirtschaft, holzverarbeitende Industrie sowie eine Porzellanfabrik.